# Rush Street
Rush Street är Richard Marx tredje studioalbum. Albumet släpptes den 28 oktober 1991 under Capitol Records. Två av singlarna, "Keep Coming Back" och "Hazard" toppade Hot Adult Contemporary Tracks, och alla fyra singlar sålde i stora exemplar.
Marx producerade sitt mest smärtsamma album dittills i karriären, med inslag av smärta och orättvisa situationer i stort sett alla låtar. I allmänhet har låtarna mindre inslag av rock än tidigare album, utan är mer inriktade åt ballader, även om vissa av låtarna är lika mycket rockinriktade som tidigare.

## Låtlista
Samtliga låtar skrivna av Richard Marx, om annat inte anges.
1. "Playing With Fire" (Steve Lukather/Richard Marx) - 4:29
2. "Love Unemotional" - 5:06
3. "Keep Coming Back" - 6:51
4. "Take This Heart" - 4:10
5. "Hazard" - 5:17
6. "Hands in Your Pocket" - 3:54
7. "Calling You" (Bruce Gaitsch/Richard Marx) - 4:42
8. "Superstar" - 4:42
9. "Streets of Pain" - 5:10
10. "I Get No Sleep" - 3:44
11. "Big Boy Now" (Richard Marx/Fee Waybill) - 5:38
12. "Chains Around My Heart" (Richard Marx/Fee Waybill) - 5:42
13. "Your World" - 5:54